# Félix Févola
Félix Pascal Gaëtan Févola né le 16 septembre 1882 à Poissy (Yvelines), mort le 7 février 1953 en son domicile dans le 15e arrondissement de Paris, est un sculpteur français.

## Biographie
Parmi les œuvres de Félix Févola, on peut voir à Poissy, dans le cimetière de la Tournelle le monument aux morts (1920) et le tombeau du chef d'orchestre Léon Deliance (1926), et dans la collégiale Notre-Dame une statue de saint Louis adolescent (1939).
À Paris, Félix Févola a réalisé en 1937 le miroir d'eau et les fontaines du Palais de Tokyo pour l'Exposition universelle de 1937. Il réalise, toujours à Paris, une sculpture en façade du no 6, rue de Paradis.

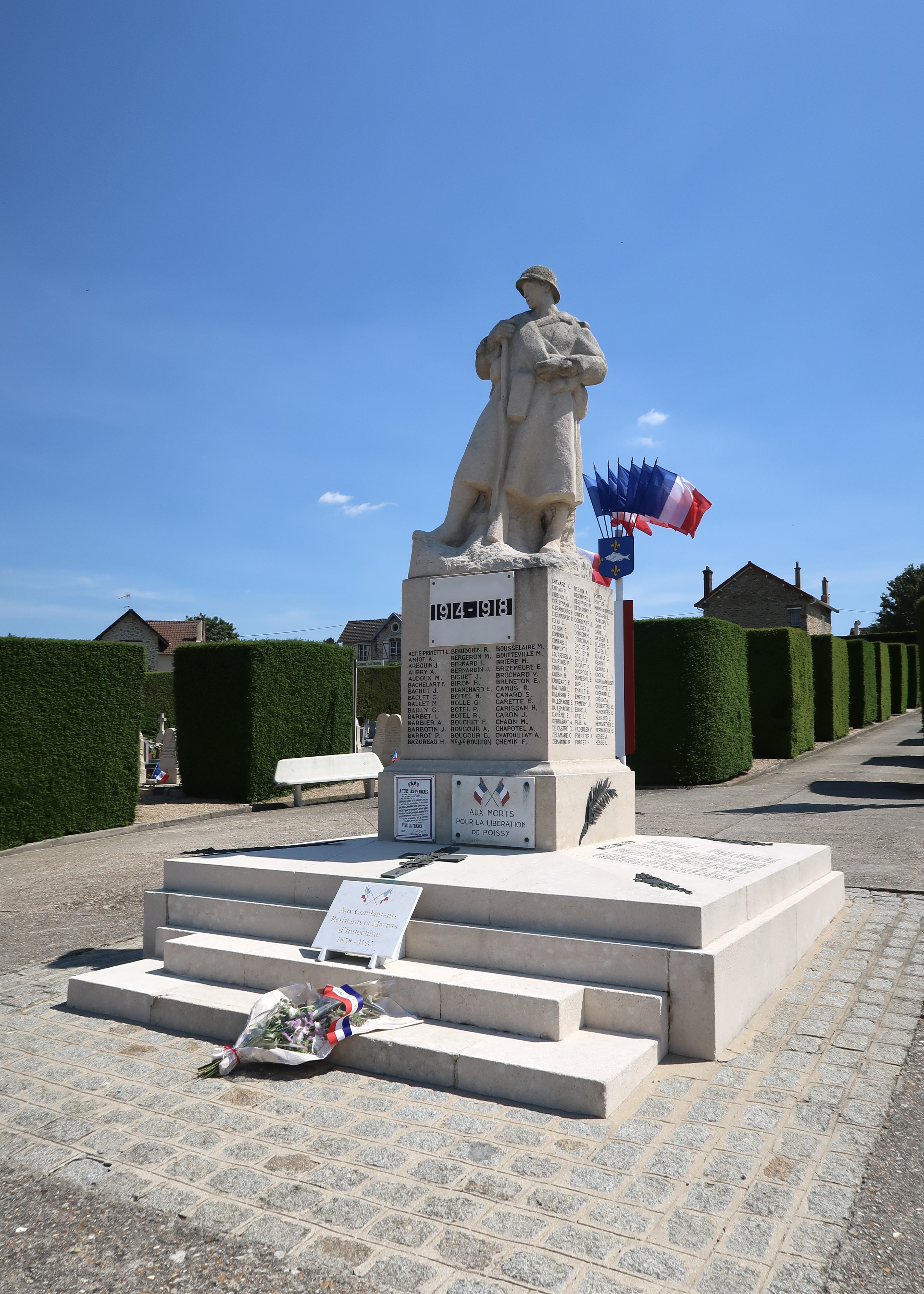
Monument aux morts.

## Distinctions
Félix Févola est nommé chevalier de l'ordre national de la Légion d'honneur le 31 octobre 1938.

## Œuvres
- Faune, 1923, pierre, Mont-de-Marsan, musée Despiau-Wléric
- Poésie d'Avril, 1927, pierre, Paris, mairie du 5e